# NGC 40
NGC 40（Caldwell 2）は、ケフェウス座の惑星状星雲である。ウィリアム・ハーシェルが1788年11月25日に発見した。
死につつある恒星の周りを熱いガスが取り巻いている。恒星は自身の外層を噴き出しており、周りのガスの温度は10,000℃にも達し、幅約1光年に広がっている。恒星の表面温度は50,000℃である。約3万年後には地球程度の大きさの白色矮星になると考えられている。